# Leo Garnes
Leo Garnes, född 20 januari 1968, är en friidrottare från Barbados. Han deltog vid olympiska sommarspelen 1992.